# R. J. Reynolds Tobacco Company
A R. J. Reynolds Tobacco Company (RJR) é uma empresa americana de tabaco. Ela é a segunda maior fabricante de cigarros dos Estados Unidos, depois da Altria. Suas principais marcas são Camel, Winston e Salem. A R. J. Reynolds é integralmente de propriedade da British American Tobacco, a maior companhia de tabaco do mundo.

## História
A R. J. Reynolds Tobacco Company foi fundada no século XIX por Richard Joshua ("R.J.") Reynolds, filho de um produtor de tabaco do condado de Patrick, na Virgínia. Reynolds vendeu as ações da empresa do pai e foi para a cidade mais próxima com uma estação ferroviária, Winston-Salem, para ali começar sua própria empresa. As primeiras instalações da RJR foram compradas por Reynolds da Igreja Moraviana.

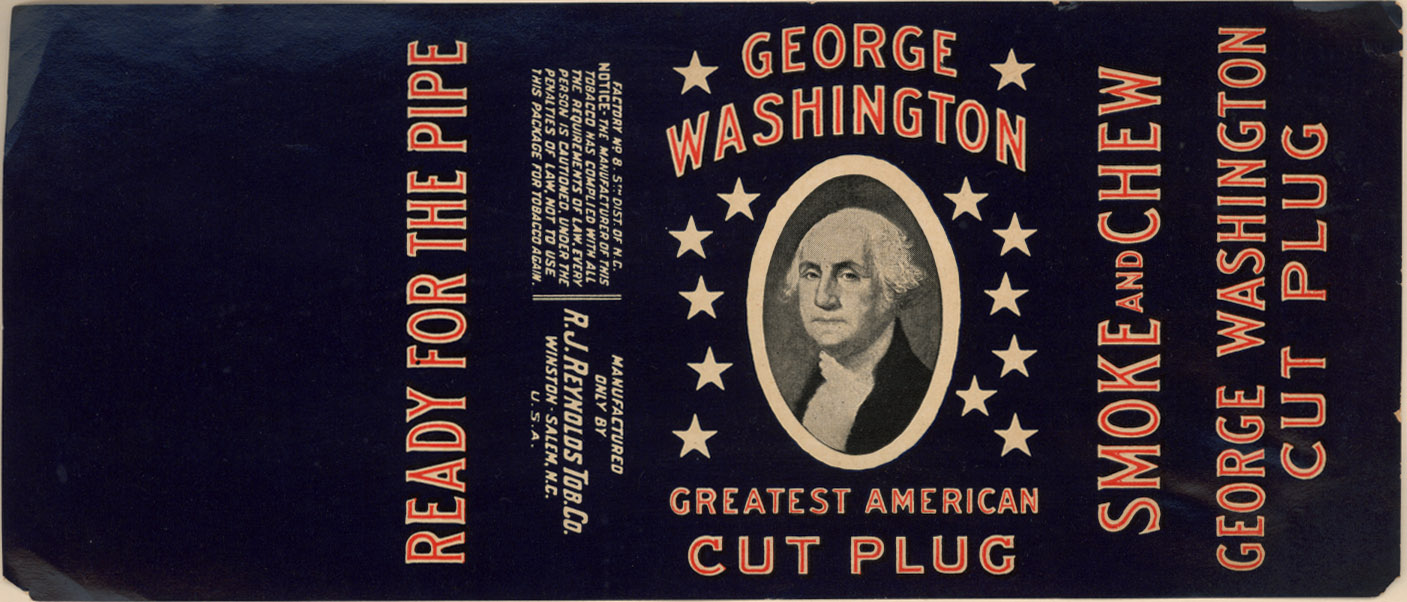
Tabaco "George Washington", uma das primeiras marcas da R. J. Reynolds.

Reynolds supervisionou o crescimento da empresa, que comprou todas as concorrentes em Winston-Salem. Quando Reynolds morreu, em 1918, a RJR possuía 121 prédios na cidade. A empresa passou a ser chefiada pelo irmão de R. J. Reynolds, William Neal Reynolds, e, seis anos depois, por Bowman Gray. Ela já havia se tornado, então, a maior fonte de imposto de renda do estado da Carolina do Norte.
Em 1985, a RJR fundiu-se com a Nabisco, tornando-se o conglomerado RJR Nabisco. A RJR Nabisco foi comprada pela firma de private equity Kohlberg Kravis Roberts em 1988. Em 1999, a RJR desligou-se do grupo Nabisco, e vendeu todas as operações fora dos Estados Unidos para a companhia japonesa Japan Tobacco.
Em outubro de 2002, a Comunidade Europeia acusou a RJR de vender cigarros no mercado negro para narcotraficantes e bandidos na Itália, Rússia, Colômbia e nos Bálcãs.
A RJR foi incorporada à Brown & Williamson, subsidiária americana da British American Tobacco, em 30 de julho de 2004. Como parte da transação, uma nova holding, a Reynolds American, foi criada.
A RJR anunciou o fechamento de suas plantas em Winston-Salem e Porto Rico em 2010. Todas as atividades de manufatura concentram-se, desde então, na única planta, de 190.000 m², em Tobaccoville, Carolina do Norte. A empresa possui centros de pesquisa e operações em Winston-Salem, Wilson (Carolina do Norte), Blacksburg (Carolina do Sul) e Richmond (Virgínia).